# Feenmärchen
Feenmärchen, op. 312, är en vals av Johann Strauss den yngre. Den spelades första gången den 18 november 1866 i Volksgarten i Wien. 

## Bakgrund
Efter Napoleonkrigen förenades de tyska staterna och Österrike 1815 i ett löst förbund med Österrike som den ledande makten. I april 1866 hade Preussen allierat sig med Italien mot Österrike och alla tre länderna mobiliserade sina arméer. Den 14 maj avmarscherade Österrikes trupper från Wien. I en spontan och patriotisk gest erbjöd Johann Strauss sitt hem "till inhysning av sårade officerare om så erfordas", och de tre bröderna Strauss skänkte intäkterna från sina konserter till "humanitära ändamål". Den 17 juni proklamerade kejsare Frans Josef I av Österrike att kriget hade brutit ut och trots att Österrike i början segrade över de italienska styrkorna till land i Custoza och till sjöss vid Lissa, led de norra styrkorna nederlag vid Königgrätz den 3 juli. Vid freden i Prag den 23 augusti 1866 tvingades Österrike avträda Venedig till Italien och Österrike uteslöts från det tyska förbundet för all framtid.

## Historia
Valsen Feenmärchen uruppfördes tillsammans med polkorna Express-Polka (op. 312) och Wildfeuer (op. 313) vid samma tillfälle. Evenemanget annonserades som en "Konsert till förmån för Josef och Eduard Strauss, med bidrag av Johann Strauss (Musikdirektör för Kejserliga-Kungliga Hovbalerna)", och ägde rum i Volksgarten den 18 november 1866. Det spelades inte bara verk av Johann Strauss, utan även Josefs Friedenspalmen (op. 207) och Etiquette-Polka (op. 208), samt Eduards polka Colibri (op. 21). Konserten var ett försök från bröderna Strauss att få wienarna att glömma kriget och få tillfälle till lite nöje.
Delar av valsen skulle senare komma att ingå i Strauss operett Wiener Blut (1899).

## Om valsen
Speltiden är ca 9 minuter och 45 sekunder plus minus några sekunder beroende på dirigentens musikaliska tolkning.

## Weblänkar
- Feenmärchen i Naxos-utgåvan.